# 東久留米市立第五小学校
東久留米市立第五小学校（ひがしくるめしりつ だいごしょうがっこう）は、東京都東久留米市南沢にある公立小学校。1964年（昭和39年）設立。当時の東京都北多摩郡保谷町、久留米町、田無町に跨って建設された日本住宅公団の初期の大規模団地であるひばりが丘団地の、久留米町域に居住する児童急増に対応することが主な設立の目的であった。昭和40年代には一時、児童数が1300名を超すマンモス校であった。
本校理念は「子どもも大人も集いたくなる第五小学校」。教育目標は「心身ともに健康な子供/よく考え、進んで行動する子供/みんなと仲良くできる子供」。 
校歌は谷川俊太郎作詞、諸井誠作曲で、本校のシンボルであり校章にもなっているケヤキの木が歌詞に織り込まれている。
ただし、正門から正面玄関に至る両脇に、開校当時に植えられたケヤキ並木は、体育館建設の際に取り除かれてしまった。

## 学校データ
（2020年現在）
- クラス数：23
- 児童数：756人

## 沿革
- 1964年（昭和39年）
  - 4月1日 - 久留米町立久留米第五小学校として開校
  - 8月30日 - 新校舎落成
  - 10月31日 - 開校落成記念式典挙行
- 1965年（昭和40年）3月11日 - 給食室設置。給食開始
- 1969年（昭和44年）8月25日 - プール設置
- 1970年（昭和45年）10月1日 - 市制施行により東久留米市立第五小学校に改称
- 1972年（昭和47年）10月27日 - 体育館落成
- 1998年（平成10年）10月30日 - 耐震化工事完了
- 2012年（平成24年）3月23日 - 普通教室冷房化完了
- 2014年（平成26年）11月7日 - 開校五十周年記念式典挙行
- 2018年（平成30年）9月６日 - 北側に拡張した校地に特別教室棟の増築完成

## 主な卒業生
- 出口正之‐国立民族学博物館教授[1]
- 蜷川実花
- 吉川ひなの

## 交通アクセス
- 西武鉄道池袋線 ひばりヶ丘駅下車、徒歩25分
- 西武バス 南沢四丁目下車1分